# Dichagyris hadjina
Dichagyris hadjina là một loài bướm đêm trong họ Noctuidae.